# La regina di Saba (Gounod)
La regina di Saba (La reine de Saba) è un grand opéra in quattro o cinque atti di Charles Gounod su un libretto di Jules Barbier e Michel Carré ispirata a La Reine de Saba, in Le voyage en Orient di Gérard de Nerval. Fu presentata in anteprima alla Salle Le Peletier dall'Opéra de Paris il 28 febbraio 1862. La magnifica prima produzione fu diretta da Eugène Cormon, con costumi disegnati da Alfred Albert e Paul Lormier, e scenografia di Édouard Desplechin (atto I), Charles-Antoine Cambon e Joseph Thierry (Atti II e IV, scena 2), Hugues Martin (atto III) e Joseph Nolau e Auguste Alfred Rubé (atto IV, scena 1).

## Ruoli
| Ruolo                                            | Registro voce | Cast della prima, 28 febbraio 1862 (Direttore: Pierre-Louis Dietsch) |
| ------------------------------------------------ | ------------- | -------------------------------------------------------------------- |
| Balkis, la regina                                | soprano       | Pauline Guéymard-Lauters                                             |
| Bénoni                                           | mezzosoprano  | Bernardine Hamaekers                                                 |
| Sarahil                                          | mezzosoprano  | Tarby                                                                |
| Adoniram, scultore e architetto del Primo Tempio | tenore        | Louis Guéymard                                                       |
| Soliman, il biblico Salomone                     | basso         | Jules-Bernard Belval                                                 |
| Amrou                                            | tenore        | Raphaël-Auguste Grisy                                                |
| Phanor                                           | baritono      | Mécène Marié de l'Isle                                               |
| Méthousaël                                       | basso         | Théodore-Jean-Joseph Coulon                                          |
| Sadoc                                            | basso         | Frèret                                                               |

## Trama

### Atto I
Il laboratorio di Adoniram a Gerusalemme
Adoniram, scultore e architetto del tempio di Soliman, prega Tubal-cain, che fu il primo lavoratore di metalli secondo la Bibbia, perché lo aiuti nel suo ultimo progetto monumentale, la creazione di un'enorme coppa, un "mare di bronzo" (Aria: "Inspirez-moi, race divine!"). Tre dei lavoratori di Adoniram, Amrou, Phanor e Méthousaë, entrano e gli chiedono maggiori privilegi e una paga migliore, ma Adoniram li licenzia. Un emissario di Soliman lo invita alla cerimonia che dà il benvenuto alla leggendaria bellezza, Balkis, la Regina di Saba, nel tempio da lui progettato. I tre lavoratori insoddisfatti di Adoniram complottano per tornare da lui.
Di fronte al magnifico tempio di Soliman
Una marcia e una processione annunciano l'arrivo di Balkis, la Regina di Saba, in visita di stato a Gerusalemme. Soliman le chiede l'anello che lei gli ha promesso come simbolo del loro fidanzamento; lei glielo dà con riluttanza. Balkis è tremendamente impressionata dallo splendore del tempio e chiede di incontrare l'architetto. Viene presentata ad Adoniram e gli regala una collana come segno della sua stima. Questo, e la popolarità di Adoniram con la folla, suscitano la gelosia di Soliman.

### Atto II
Un sito a Gerusalemme, con un altoforno
Il re, Balkis e il popolo sono venuti per assistere alla colata del "mare di bronzo" di Adoniram. Tuttavia, Amrou, Phanor e Méthousaël hanno sabotato il processo e il metallo fuso si riversa fuori incontrollato. Tutti corrono a proteggersi mentre la fornace esplode.

### Atto III

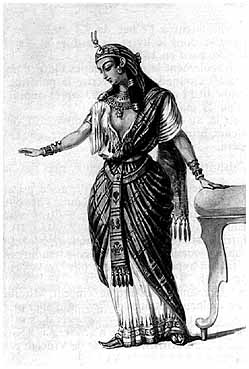
Costume per Balkis, la Reine de Saba 1862

Una radura nei boschi in cui Balkis e il suo seguito hanno i loro alloggi
Dopo un balletto delle donne al suo servizio, Balkis riflette sull'amore che prova per Adoniram (Cavatina: "Plus grand dans son obscurité"). Egli appare e, abbattuto dal fallimento pubblico della sua colata del "mare di bronzo", cerca di restituirle la collana che lei gli ha donato. Lei si rifiuta di prenderla e la coppia confessa l'amore che provano l'uno per l'altro (Duetto: "Qu'importe ma gloire effacée"). Bénoni, l'assistente di Adoniram, appare con la notizia che lo stampo del "mare di bronzo" è stato riparato, apparentemente da un'entità soprannaturale e la fusione è ora completata. Mentre Adoniram, Balkis e il suo seguito ringraziano Tubal-cain per aver ascoltato le preghiere di Adoniram, Amrou, Phanor e Méthousaël, che hanno osservato questi avvenimenti inosservati, decidono di dire al re dell'amore di Adoniram e Balkis.

### Atto IV
Una splendida sala nel palazzo estivo di Soliman
Soliman è angosciato dall'apparente riluttanza di Balkis a sposarlo come lei aveva promesso (Aria: "Sous les pieds d'une femme"). Amrou, Phanor e Méthousaël informano il re dell'incontro di Adoniram e Balkis, ma il re non crede loro. Adoniram appare e rifiuta i tentativi del Re di calmarlo. Dopo che è uscito entra Balkis e chiede di ritardare il matrimonio, cosa che suscita la rabbia di Soliman. Un sonnifero viene messo nella sua bevanda e mentre è incosciente Balkis sfila dal suo dito l'anello che lei gli ha dato.

### Atto V
Una stretta gola nel bel mezzo di una tempesta
Adoniram sta aspettando Balkis per fuggire insieme, come avevano organizzato, in questo luogo. Invece, Amrou, Phanor e Méthousaël appaiono e rinnovano le loro richieste, che lui rifiuta ancora. Lo pugnalano e fuggono. La regina arriva ed è inorridita nel trovare Adoniram morto. Infila l'anello che aveva dato a Soliman al dito di Adoniram e piange amaramente la sua morte sul suo corpo (Finale: "Emportons dans la nuit").

## Prima statunitense
L'Odyssey Opera, Boston, diede la prima americana dell'opera in una versione da concerto il 22 settembre 2018.

## Versione inglese di Henry Farnie
Una rielaborazione inglese del libretto da parte di Henry Farnie "intrecciata [con] certe leggende e tradizioni di massoneria" fu intitolata Irene. Traspose l'azione a Istanbul ai tempi di Solimano il Magnifico e la costruzione della Moschea di Solimano ed ha utilizzato quasi tutta la musica di Gounod.

## Brani salienti
La grande romanza da La reine de Saba è l'aria del tenore "Inspirez-moi, race divine!", in cui l'eroe invoca l'esempio dei figli di Tubal-cain (figlio di Lamech e Zillah, fondatore della lavorazione dei metalli) mentre il metallo fuso scorre nel suo stampo. Nella sua versione inglese Quale cosa vana e debole è l'uomo... Dammi il tuo aiuto, razza divina, questo diventò un cavallo di battaglia del repertorio da concerto, sopravvissuto fino al XX secolo nelle registrazioni di Edward Lloyd e Walter Widdop. Venne anche registrato da Enrico Caruso, in una di quelle versioni il testo inglese fu nuovamente tradotto in francese con la formulazione: Prête-moi ton aide, non esente da critiche.
La cavatina di Balkis "Plus grand dans son obscurité" è stata registrata da Françoise Pollet, Elīna Garanča, Elizabeth Whitehouse e Karine Deshayes.

## Registrazioni
Francesca Scaini (soprano) La Regina Balkis, Jeon-Won Lee (tenore) Adoniram, Anna Lucia Alessio (soprano) Bénoni, Annalisa Carbonara (soprano) Sarahil, Luca Grassi (baritono) Il Re Soliman, Salvatore Cordella (tenore) Amrou, Jean Vendassi (baritono) Phanor, Pietro Naviglio (basso) Méthousaël, Volodymyr Deyneka (basso) Sadoc; Bratislava Chamber Choir Italian International Orchestra Manlio Benzi